# Julie Payette
Julie Payette (pronunciación en francés /ʒyˈli paˈjet/) (Montreal, Quebec; 20 de octubre de 1963) es una ingeniera y astronauta canadiense que ha servido como 29.ª gobernadora general de Canadá, entre 2017 y 2021. Payette ha completado dos vuelos espaciales, el STS-96 y STS-127, registrando más de 25 días en el espacio. Sirvió como astronauta jefe para la Agencia Espacial Canadiense, y ha servido en otras funciones para la NASA y AEC, por ejemplo como CAPCOM.

## Biografía
Nacida en Montreal, Julie Payette estudió ingeniería eléctrica en la Universidad McGill e informática en la Universidad de Toronto. Entre 1986 y 1988, trabajó para IBM canadiense como ingeniera de sistemas. En 1991, Payette se unió al departamento de ciencias y comunicaciones del laboratorio de investigación de IBM en Zúrich, Suiza, como científico visitante durante un año. De regreso a Canadá en enero de 1992, ella trabajó en la Bell canadiense como investigadora y responsable de un proyecto de reconocimiento de voz por teléfono con la creación de un sistema computarizado de reconocimiento de voz. En 1996, inició su formación como astronauta en el Centro Espacial Lyndon B. Johnson de Houston.
En junio de 1992, fue seleccionada por la AEC, entre 5.330 inscritos, para un grupo de cuatro astronautas a ser entrenados por la agencia espacial. Después del curso, trabajó como asesora técnica del Canadarm, un avanzado sistema de brazo robótico, creado como contribución a la Estación Espacial Internacional.
En julio de 2013, Julie Payette fue nombrada jefa de Operaciones (COO) del Centro de Ciencia de Montreal en el Puerto Viejo de Montreal. 
En abril de 2014, fue nombrada miembro del directorio del Banco Nacional de Canadá.
El 13 de julio de 2017, Payette fue propuesta como nueva gobernadora general de Canadá por el primer ministro Justin Trudeau. La reina Isabel II, siguiendo la recomendación del primer ministro Trudeau, aprobó su designación. Tomó posesión el 2 de octubre de 2017.
Payette renunció el 21 de enero de 2021 en medio de la publicación de un informe de la Oficina del Consejo Privado acusándola de acoso a funcionarios públicos de la Oficina del Gobernador General. Dijo que apoyaba la investigación sobre el acoso laboral.